# 고전전자반지름
고전전자반지름(영어: classical electron radius)는 고전전자기학에서의 전자 반지름으로, CODATA에서 발표하는 물리 상수 중 하나다. 고전전자반지름은
{\displaystyle {\begin{aligned}r_{\text{e}}&={\frac {e^{2}}{4\pi \varepsilon _{0}m_{\text{e}}c^{2}}}\\&=2.817~940~326~2(13)\times 10^{-15}\ {\text{m}}\end{aligned}}}
로 주어진다.(2018년 CODATA의 권장값)여기서 e는 기본 전하, c는 진공에서의 빛의 속력, me은 전자의 질량, ε0는 진공에서의 유전율이다.

## 로런츠 전자기론
현재는 전자를 공간적 크기가 없는 점전하가 아니라 물리현상으로 다뤄지고 있지만, 1895년부터 헨드릭 로런츠가 제시한 고전적인 전자기론에서는 전자를 같은 전하를 지닌 구체라고 생각하였다. 이 당시에 그 구의 반지름을 전하의 반지름이라고 생각했고, 이것이 고전전자반지름이라고 불리게 되었다.

### 역사적 맥락
로런츠의 전자기론은 전자기학의 발전으로부터 성립된 이론이다. 로런츠의 전자론이 성립하는데는 아래와 같은 전자역학의 역사적인 사건들이 있었다.
- 1833년 패러데이 법칙의 발견 - 마이클 패러데이가 전기분해에서 생성되거나 소모되는 물질의 양은 이동하는 전하량에 비례한다는 사실을 발견했다.
- 1874년 전자 명명 - 조지 스토니(George Johnstone Stoney)가 물질 1그램아톰(gramatom)(홑원소 물질 1몰)의 원자수가 일정한 값( 아보가드로 정수 NA )을 갖는 아보가드로 법칙과 위의 패러데이의 전기분해 법칙을 통해 전기를 운반하는 입자가 존재한다고 예상하고 그것을 전자라고 칭했다.
- 1897년 전자(음극선)의 존재 발견 - 조지프 톰슨은 음극에서 양극 방향으로 휘는 빔에 대해서 전기장과 자기장에서의 휘는 정도를 측정하여 비전하 {\displaystyle {e}/{m_{e}}}을 구해 전자의 존재를 확인했다.
- 1906년 기름방울 실험 - 로버트 앤드루스 밀리컨이 약 10년간 진행한 기름방울 실험으로 전하량 e의 존재와 그 양을 정밀하게 측정하는데 성공했고, 이로인해 전자의 질량 me도 알게 되었다.

### 전자의 반지름
로런츠의 전자기론에서 물질을 전자와 양의 하전 입자(양성자)로 이루어진 입자로 보고, 물질의 열적, 광학적, 전자기적 성질을 고전역학과 고전전자기학을 사용해서 설명했다..로런츠의 전자기론에서 전자는 표면적으로 같은 전하분포를 하는 대전된 구체로 보아, 정지 에너지와 정전 에너지가 같은 것으로 고찰했다. 그리고 수식적으로 도출된 구체의 반지름을 전자의 반지름으로 생각했다.
전하가 q이고 반지름이 r인 하전입자의 전기적 퍼텐셜 에너지는 쿨롱 법칙에 의해
{\displaystyle E={\frac {1}{4\pi \epsilon _{0}}}{\frac {q^{2}}{r}}}
으로 나타나고, 전자의 전하를 e, 반지름을 re로 두면 전자의 전기적 퍼텐셜 에너지는
{\displaystyle E={\frac {1}{4\pi \epsilon _{0}}}{\frac {e^{2}}{r_{e}}}}
로 나타난다. 이 전기적 퍼텐셜 에너지는 정지 에너지와 같고, 일반 상대성이론에서 정지 에너지는
{\displaystyle E=mc^{2}}
으로 주어지므로, 전자 질량 {\displaystyle m_{e}}에 대하여 전자의 반지름 re은
{\displaystyle m_{e}c^{2}={\frac {1}{4\pi \epsilon _{0}}}{\frac {e^{2}}{r_{e}}}}
{\displaystyle \therefore r_{e}={\frac {1}{4\pi \epsilon _{0}}}{\frac {e^{2}}{m_{e}c^{2}}}}
이다.
진공에서의 유전율 ε0는 맥스웰 방정식에서 빛의 속력 {\displaystyle c}와 진공에서의 투자율 μ0와 연관이 되어 있으므로, μ0에 대해서 고전전자반지름 re을 기술하면
{\displaystyle r_{e}={\frac {\mu _{0}e^{2}}{4\pi m_{e}}}}
이다.

## 정전기적 자체 에너지
전하량이 {\displaystyle q}이고 반지름이 {\displaystyle r}로 주어진 구를 만드는데 필요한 에너지를 고려함으로써 고전전자반지름의 길이 스케일을 생각해 볼 수 있다. 전하량이 {\displaystyle q}이고, 거리가 {\displaystyle r}만큼 떨어진 곳의 정전기적 퍼텐셜은
{\displaystyle V(r)={\frac {1}{4\pi \epsilon _{0}}}{\frac {q}{r}}}
이다. 이제 여기서 미소 추가 전하량 {\displaystyle dq}을 무한대에서 가져오려면 계에 에너지 {\displaystyle dU}만큼 넣어야 하고, 그 에너지는 다음과 같이 주어질 것이다.
{\displaystyle dU=V(r)dq}
공이 일정한 전자 밀도 {\displaystyle \rho }를 가진다고 가정하면,
{\displaystyle q=\rho {\frac {4}{3}}\pi r^{3}}이고, {\displaystyle dq=\rho 4\pi r^{2}dr}이다.
이제 {\displaystyle dU}를 {\displaystyle r}에 대해 0에서부터 구의 반지름 {\displaystyle r}까지 적분시키고, {\displaystyle q}에 대해 기술하면 총 에너지 {\displaystyle U}는
{\displaystyle U={\frac {1}{4\pi \epsilon _{0}}}{\frac {3}{5}}{\frac {q^{2}}{r}}}
이다. 이 에너지를 물체가 가지고 있는 정전기적 자체 에너지라고 한다. 전하량 {\displaystyle q}는 이제 전자의 전하 {\displaystyle e}로 해석할 수 있고, 에너지 {\displaystyle U}는 전자의 상대론적 질량-에너지 {\displaystyle mc^{2}}와 같이 둘 수 있다. 그리고, 숫자 계수 3/5는 전하밀도가 균일하다는 가정 하에 특정한 수로 간주해 무시할 수 있다. 이렇게 되면 반지름 {\displaystyle r}은 고전전자반지름 {\displaystyle r_{e}}로 정의되고, 이제 이건 위의 표현과 같이 주어진다.
이 미분을 사용한 풀이는 {\displaystyle r_{e}}이 실제 전자의 반지름을 말하지 않는다는 것은 유념할 필요가 있다. 이건 오로지 전자의 정전기적 자체 에너지와 질량-에너지 스케일을 차원적으로 연결하기 위해서만 만들어졌다.

## 다른 물리상수와의 연관성
미세구조상수 α와 뤼드베리 상수 R∞ , 보어 반지름 a0, 전자의 콤프턴 파장 λe를 각기
{\displaystyle \alpha ={\frac {e^{2}}{4\pi \epsilon _{0}\hbar c}},R_{\inf }={\frac {\alpha ^{2}m_{e}c}{2h}},a_{0}={\frac {\alpha }{4\pi R_{i}nf}},\lambda _{e}={\frac {h}{m_{e}c}}}
라 정의하면 고전전자반지름 re은
{\displaystyle r_{e}=\alpha ^{2}a_{0}={\frac {\alpha \lambda _{e}}{2\pi }}}
로 간략하게 표현할 수가 있다. 또, 길이 차원을 가진 물리상수인 보어 반지름 a0나 콤프턴 파장 λe(환산 콤프턴 파장 ⁠λe/2π⁠)을 미세구조상수 α를 사용하여 밀접하게 연관 지을 수 있다. 여기서 h는 플랑크 상수이고, ħ는 플랑크 상수를 {\displaystyle 2\pi }로 나눈 디랙 상수이다.
또, 전자에 대한 고전적인 전자기파(빛)의 탄성산란인 톰슨 산란에서 산란 단면적 σe가
{\displaystyle \sigma _{e}={\frac {8\pi }{3}}r_{e}^{2}}
로 주어지는 것처럼 고전적으로 해석하는 범위에는 전자에 관한 고전전자반지름 re은 유효한 물리상수이다.

## 같이 보기
- 폴 디랙 - 1928년에 전자의 물질적이지 않은 성질을 특수상대론적 양자역학의 관점으로 기술하였고, 양자전기역학이나 입자물리학의 발전에 기여했다.
- 응집물질물리학
- 고체물리학
- 클라인-니시나 식(영어판 위키피디아)